# Calocoris
Calocoris là một chi côn trùng trong họ Miridae.

## Các loài
- Calocoris affinis
- Calocoris alpestris
- Calocoris angustatus
- Calocoris aragonus
- Calocoris barberi
- Calocoris braunsi
- Calocoris dohertyi
- Calocoris fasciativentris
- Calocoris forsythi
- Calocoris fulvomaculatus
- Calocoris javanus
- Calocoris montaguei
- Calocoris nemoralis
- Calocoris nigristigmaticus
- Calocoris porphyropterus
- Calocoris rama
- Calocoris roseomaculatus
- Calocoris rubicundus
- Calocoris rubroannulatus
- Calocoris smaragdinus
- Calocoris stoliczkanus
- Calocoris texanus